# TAMPEP
TAMPEP (European Network for HIV/STI Prevention and Health Promotion among Migrant Sex Workers), en français Réseau européen pour la prévention du VIH / IST et la promotion de la santé parmi les travailleurs du sexe migrants, est une organisation internationale qui soutient la santé et les droits humains des travailleurs du sexe migrants en Europe.

## Histoire

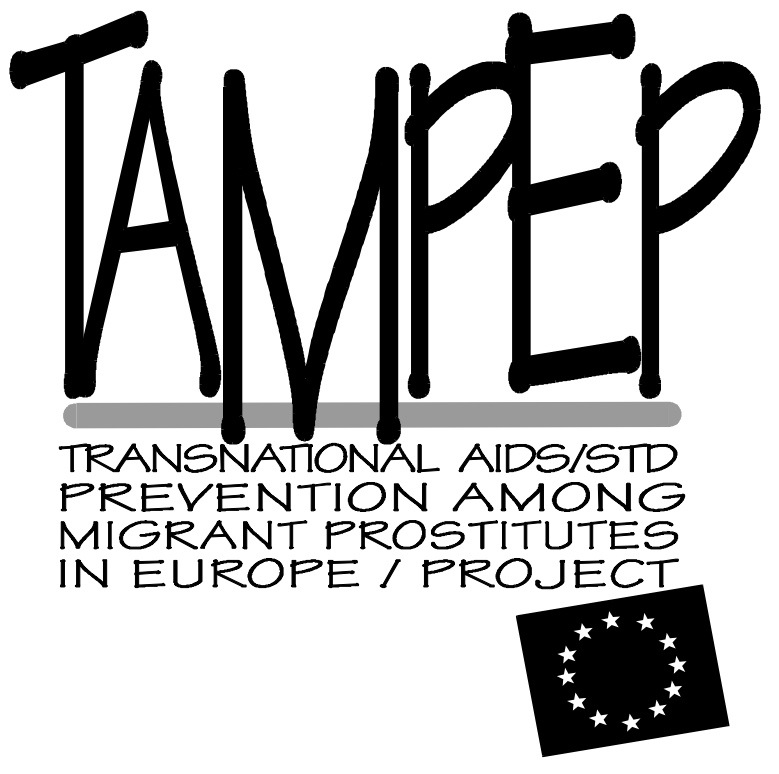
Ancien logo TAMPEP utilisé en 2004

Fondée en 1993 avec son siège à Amsterdam, l'organisation a d'abord fonctionné en Italie, en Autriche, en Allemagne et aux Pays-Bas. En novembre 2019, elle coordonne un réseau de 30 organisations dans 25 pays de l'Union européenne. En novembre 2019, TAMPEP est hébergé par Pro-tukipiste, une organisation de fournisseur de services basée à Helsinki, en Finlande.
L'organisation a changé sa description à plusieurs reprises au fil des ans: en 2004, elle se nommait «Réseau européen pour la prévention transnationale du sida / MST chez les prostituées migrantes»; à partir de 2019, elle s'appelle «Réseau européen pour la prévention du VIH / IST et la promotion de la santé parmi les travailleurs du sexe migrants».

## Activités
La principale préoccupation du projet est la] prévention du VIH / SIDA ; il aborde le problème dans une approche générale de la santé et des droits de l'homme, œuvrant pour l'autonomisation et l'autodétermination des travailleuses du sexe migrantes et transsexuelles, et pour l'amélioration de leurs conditions de travail et de leur situation sociale,. Les organisations membres vont sur le terrain, mettent en place des éducateurs et du matériel d'information pour contacter les travailleurs et travailleuses du sexe migrant(e)s. L'organisation produit des rapports réguliers sur la situation des travailleuses du sexe en Europe.
La littérature du TAMPEP souligne la nécessité de faire une distinction nette entre les problèmes de traite des êtres humains, de travail du sexe et de migration. Le TAMPEP s'oppose à la traite en tant que violation des droits humains, mais soutient les efforts visant à améliorer les conditions de travail des travailleurs du sexe et à faciliter la migration.
TAMPEP a également opéré au Nigéria, où il contribue à la réhabilitation des travailleuses du sexe expulsées d'Italie.